# Halowe Mistrzostwa Polski Seniorów w Lekkoatletyce 2017
61. Halowe Mistrzostwa Polski Seniorów w Lekkoatletyce – zawody lekkoatletyczne, które odbyły się 18 i 19 lutego 2017 w Arenie Toruń.
Poza medalami stawką mistrzostw były minima na 34. HME w Belgradzie (3–5 marca 2017).

## Rezultaty
| PB – rekord życiowy \| WRU20 – halowy rekord świata juniorów |

### Mężczyźni
| Konkurencja:              | 1. miejsce                                                                     | Rezultat     | 2. miejsce                                                                      | Rezultat     | 3. miejsce                                    | Rezultat     |
| Bieg na 60 m              | Remigiusz Olszewski CWZS Zawisza Bydgoszcz SL                                  | 6,69 SB      | Artur Zaczek OŚ AZS Poznań                                                      | 6,78 SB      | Dominik Kopeć KS Agros Zamość                 | 6,78 SB      |
| Bieg na 200 m             | Rafał Omelko KS AZS AWF Wrocław                                                | 21,14 PB     | Bartosz Lewandowski OŚ AZS Poznań                                               | 21,65        | Kacper Wieczorek MKS-SMS Victoria Racibórz    | 21,83        |
| Bieg na 400 m             | Rafał Omelko KS AZS AWF Wrocław                                                | 46,60 SB     | Łukasz Krawczuk WKS Śląsk Wrocław                                               | 47,12        | Kacper Kozłowski KS AZS UWM Olsztyn           | 47,24 SB     |
| Bieg na 800 m             | Adam Kszczot RKS Łódź                                                          | 1:47,56      | Artur Kuciapski AZS-AWF Warszawa                                                | 1:48,14 PB   | Mateusz Borkowski RKS Łódź                    | 1:48,73      |
| Bieg na 1500 m            | Marcin Lewandowski CWZS Zawisza Bydgoszcz SL                                   | 3:49,11      | Artur Ostrowski KB Sporting Międzyzdroje                                        | 3:50,16      | Roman Kwiatkowski OKS Start Otwock            | 3:52,11      |
| Bieg na 3000 m            | Dawid Malina TL ROW Rybnik                                                     | 8:26,56      | Damian Rudnik MKS Chojniczanka 1930 Chojnice                                    | 8:26,60      | Roman Kwiatkowski OKS Start Otwock            | 8:26,83      |
| Bieg na 60 m przez płotki | Damian Czykier KS Podlasie Białystok                                           | 7,80         | Artur Noga SKLA Sopot                                                           | 7,84         | Kacper Schubert CWZS Zawisza Bydgoszcz SL     | 7,93         |
| Sztafeta 4 × 200 metrów   | KS AZS AWF Kraków Piotr Mitka Arnold Zdebiak Artur Wasilewski Mateusz Jędrusik | 1:30,17      | AZS-AWF Warszawa Dariusz Kowaluk Rafał Abramowski Jakub Bałdyka Artur Kuciapski | 1:30,20      |                                               |              |
| Chód na 5000 m            | Dawid Tomala AZS-AWF Katowice                                                  | 19:35,68     | Rafał Augustyn LKS Stal Mielec                                                  | 19:44,78     | Rafał Fedaczyński AZS UMCS Lublin             | 20:38,24     |
| Skok wzwyż                | Sylwester Bednarek RKS Łódź                                                    | 2,25         | Norbert Kobielski MKS Inowrocław                                                | 2,22 =PB     | Igor Kopala CWKS Resovia Rzeszów              | 2,16         |
| Skok o tyczce             | Piotr Lisek OSOT Szczecin                                                      | 5,83         | Karol Pawlik CWZS Zawisza Bydgoszcz SL                                          | 5,40         | Paweł Wojciechowski CWZS Zawisza Bydgoszcz SL | 5,30         |
| Skok w dal                | Tomasz Jaszczuk WLKS Nowe Iganie                                               | 7,92 SB      | Łukasz Wróbel BKS Bydgoszcz                                                     | 7,69 SB      | Andrzej Kuch UMLKS START Wieruszów            | 7,51         |
| Trójskok                  | Adrian Świderski WKS Śląsk Wrocław                                             | 16,38        | Jakub Andrzejczak MKS Aleksandrów Łódzki                                        | 15,76        | Bartosz Bonecki AZS Łódź                      | 15,51 PB     |
| Pchnięcie kulą            | Konrad Bukowiecki PKS Gwardia Szczytno                                         | 20,61        | Michał Haratyk KS AZS AWF Kraków                                                | 20,30        | Rafał Kownatke LKS Ziemi Puckiej Puck         | 20,11 SB     |
| Siedmiobój                | Rafał Abramowski AZS-AWF Warszawa                                              | 5416 pkt. PB | Krzysztof Miara AZS-AWF Warszawa                                                | 5316 pkt. PB | Michał Krawczyk AZS-AWF Warszawa              | 5292 pkt. PB |

### Kobiety
| Konkurencja:              | 1. miejsce                                                                       | Rezultat   | 2. miejsce                                                                      | Rezultat        | 3. miejsce                                                                                  | Rezultat     |
| Bieg na 60 m              | Ewa Swoboda AZS-AWF Katowice                                                     | 7,15 SB    | Agata Forkasiewicz AZS-AWF Wrocław                                              | 7,32            | Anna Kiełbasińska SKLA Sopot                                                                | 7,33 =SB     |
| Bieg na 200 m             | Anna Kiełbasińska SKLA Sopot                                                     | 23,13 PB   | Karolina Zagajewska AZS Łódź                                                    | 23,60 =PB       | Agata Forkasiewicz KS AZS AWF Wrocław                                                       | 23,87        |
| Bieg na 400 m             | Justyna Święty AZS-AWF Katowice                                                  | 52,09 PB   | Małgorzata Hołub KL Bałtyk Koszalin                                             | 52,60 PB        | Iga Baumgart BKS Bydgoszcz                                                                  | 52,98        |
| Bieg na 800 m             | Martyna Galant OŚ AZS Poznań                                                     | 2:03,51    | Anna Sabat CWKS Resovia Rzeszów                                                 | 2:03,79 PB      | Paulina Mikiewicz-Łapińska KS Podlasie Białystok                                            | 2:03,87 SB   |
| Bieg na 1500 m            | Katarzyna Broniatowska AZS-AWF Kraków                                            | 4:18,01    | Karolina Giza TS Wieliczanka Wieliczka                                          | 4:19,86         | Monika Hałasa UKS Olimpia Zabrze                                                            | 4:21,15 PB   |
| Bieg na 3000 m            | Sofia Ennaoui MKL Szczecin                                                       | 8:59,08    | Renata Pliś MKL Maraton Świnoujście                                             | 9:01,23         | Katarzyna Broniatowska AZS-AWF Kraków                                                       | 9:02,19 PB   |
| Bieg na 60 m przez płotki | Klaudia Siciarz AZS-AWF Kraków                                                   | 8,00 WRU20 | Karolina Kołeczek MUKS Wisła Junior Sandomierz                                  | 8,06 SB         | Urszula Bhebhe AZS-AWF Warszawa                                                             | 8,41 SB      |
| Sztafeta 4 × 200 metrów   | AZS-AWFiS Gdańsk Klaudia Gołąbek Agnieszka Kaczmarczyk Anna Dobek Dominika Morek | 1:39,52    | KS AZS AWF Kraków Joanna Banach Aleksandra Gaworska Mariola Karaś Klaudia Żurek | 1:39,91         | OKS Skra Warszawa Aleksandra Lubicka Anna Wojcieszek Natalia Duchnowska Magdalena Krzywicka | 1:41,19      |
| Chód na 3000 m            | Katarzyna Golba AZS-AWF Katowice                                                 | 13:17,82   | Agnieszka Ellward WKS Flota Gdynia                                              | 13:48,96        | Joanna Bemowska AZS UMCS Lublin                                                             | 13:54,63     |
| Skok wzwyż                | Kamila Lićwinko KS Podlasie Białystok                                            | 1,93       | Aleksandra Nowakowska RKS Łódź Urszula Gardzielewska KS AZS AWF Wrocław         | 1,85 PB 1,85 SB |                                                                                             |              |
| Skok o tyczce             | Kamila Przybyła CWZS Zawisza Bydgoszcz SL                                        | 4,20       | Justyna Śmietanka AZS-AWF Warszawa                                              | 4,00            | Agnieszka Kaszuba KL Gdynia                                                                 | 3,90         |
| Skok w dal                | Anna Jagaciak-Michalska OŚ AZS Poznań                                            | 6,35 SB    | Ewa Rosiak KS Start Ostrów Wlkp.                                                | 6,12 SB         | Anna Kiljan RKS Skra Warszawa                                                               | 6,08 SB      |
| Trójskok                  | Anna Jagaciak-Michalska OŚ AZS Poznań                                            | 13,80      | Justyna Ostrowska AZS-AWF Kraków                                                | 13,07 SB        | Anna Kiljan RKS Skra Warszawa                                                               | 12,73 PB     |
| Pchnięcie kulą            | Paulina Guba OKS Start Otwock                                                    | 17,99 SB   | Agnieszka Maluśkiewicz OŚ AZS Poznań                                            | 17,06 PB        | Klaudia Kardasz KS Podlasie Białystok                                                       | 16,86 PB     |
| Pięciobój                 | Weronika Grzelak LKS Górnik Wałbrzych                                            | 4051 pkt.  | Patrycja Skórzewska AZS-AWF Wrocław                                             | 3957 pkt.       | Marika Marlicka AZS-AWF Warszawa                                                            | 3880 pkt. SB |